# Union County (Illinois)
Das Union County ist ein County im US-amerikanischen Bundesstaat Illinois. Der Verwaltungssitz (County Seat) ist Jonesboro.

## Geografie
Das County liegt im Süden von Illinois und wird im Westen durch den Mississippi begrenzt, der auch gleichzeitig die natürliche Grenze zu Missouri darstellt. Es hat eine Fläche von 1093 Quadratkilometern, wovon 15 Quadratkilometer Wasserfläche sind. An das Union County grenzen folgende Nachbarcountys:
| Perry County (Missouri)          | Jackson County   | Williamson County |
| Cape Girardeau County (Missouri) |                  | Johnson County    |
|                                  | Alexander County | Pulaski County    |

## Geschichte
Das Union County wurde am 2. Januar 1818 aus dem Johnson County gebildet. Im gleichen Jahr wurde Illinois zum Bundesstaat.

### Territoriale Entwicklung

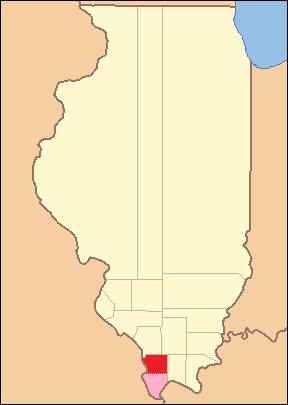
Das Union County von seiner Gründung im Jahr 1818 bis 1819
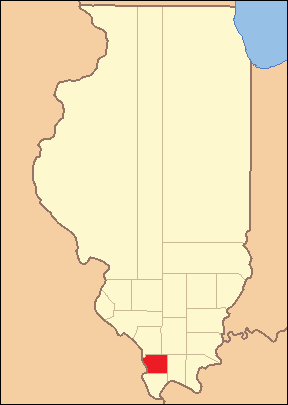
1819 bis heute

## Demografische Daten
Nach der Volkszählung im Jahr 2010 lebten im Union County 17.808 Menschen in 7062 Haushalten. Die Bevölkerungsdichte betrug 16,5 Einwohner pro Quadratkilometer. In den 7062 Haushalten lebten statistisch je 2,38 Personen.
Ethnisch betrachtet setzte sich die Bevölkerung zusammen aus 96,4 Prozent Weißen, 1,1 Prozent Afroamerikanern, 0,7 Prozent amerikanischen Ureinwohnern, 0,4 Prozent Asiaten sowie aus anderen ethnischen Gruppen; 1,4 Prozent stammten von zwei oder mehr Ethnien ab. Unabhängig von der ethnischen Zugehörigkeit waren 5,1 Prozent der Bevölkerung spanischer oder lateinamerikanischer Abstammung.
21,3 Prozent der Bevölkerung waren unter 18 Jahre alt, 60,6 Prozent waren zwischen 18 und 64 und 18,1 Prozent waren 65 Jahre oder älter. 50,1 Prozent der Bevölkerung war weiblich.

Das jährliche Durchschnittseinkommen eines Haushalts lag bei 19.512 USD. Das Pro-Kopf-Einkommen betrug 39.760 USD. 21,1 Prozent der Einwohner lebten unterhalb der Armutsgrenze.

## Ortschaften im Union County
Citys
- Anna
- Jonesboro

Villages
- Alto Pass
- Cobden
- Dongola
- Mill Creek

Unincorporated Communities
| - Balcom - Millcreek - Reynoldsville | - Ware - Wolf Lake |

## Gliederung
Das Union County ist in 20 Bezirke (precincts) eingeteilt:
| Bezirk                     | Einwohner (2010) | FIPS     |
| -------------------------- | ---------------- | -------- |
| Alto Pass precinct         | 834              | 17-90090 |
| Anna District 1 precinct   | 885              | 17-90126 |
| Anna District 2 precinct   | 889              | 17-90144 |
| Anna District 3 precinct   | 999              | 17-90162 |
| Anna District 4 precinct   | 1109             | 17-90180 |
| Anna District 5 precinct   | 902              | 17-90198 |
| Anna District 6 precinct   | 880              | 17-90216 |
| Anna District 7 precinct   | 774              | 17-90224 |
| Balcom precinct            | 418              | 17-90288 |
| Cobden District 1 precinct | 1142             | 17-90756 |

| Bezirk                        | Einwohner (2010) | FIPS     |
| ----------------------------- | ---------------- | -------- |
| Cobden District 2 precinct    | 1416             | 17-90774 |
| Dongola District 1 precinct   | 872              | 17-90972 |
| Dongola District 2 precinct   | 584              | 17-90990 |
| Jonesboro District 1 precinct | 1141             | 17-91764 |
| Jonesboro District 2 precinct | 1126             | 17-91782 |
| Jonesboro District 3 precinct | 650              | 17-91792 |
| Lick Creek precinct           | 1094             | 17-91872 |
| Mill Creek precinct           | 310              | 17-92142 |
| Stokes precinct               | 800              | 17-93258 |
| Union precinct                | 983              | 17-93484 |